# Violent Restitution
Violent Restitution è il quinto album in studio del gruppo musicale thrash metal canadese Razor, pubblicato nel 1988 da Fringe Product in Canada e da Steamhammer in Europa.

## Il disco
Violent Restitution è l'unico album della band ad essere stato pubblicato dall'etichetta Steamhammer ed è l'ultimo con il cantante "Sheepdog" e il primo senza il bassista e compositore Mike Campagnolo e il batterista "M-Bro". I nuovi membri sono rispettivamente Adam Carlo, fratello del chitarrista Dave, e Rob Mills. Il disco è dedicato all'attore Charles Bronson.
L'album è uscito su disco in vinile e in compact disc, in Europa tramite l'etichetta Steamhammer su licenza della Fringe Product, la quale, insieme alla RC Records, lo ha realizzato per il mercato del Nord America. Il disco è stato ristampato in CD da Steamhammer nel 1994 e in formato LP nel 2010 e nel 2011, rispettivamente dalla War On Music e dalla High Roller Records. Quest'ultima lo ha dato alle stampe in edizione limitata e allo stesso modo lo ha pubblicato nuovamente nel 2015.
La Relapse Records, a maggio dello stesso anno, ha pubblicato una versione deluxe rimasterizzata in CD con tre tracce bonus registrate durante un live del 1988.

## Tracce
Testi e musiche di Dave Carlo eccetto dove indicato.
1. The Marshall Arts (strumentale) – 2:45
2. Hypertension – 3:21 (testo: Stace McLaren – musica: Adam Carlo)
3. Taste the Floor – 2:07 (musica: Adam Carlo)
4. Behind Bars – 2:15
5. Below the Belt – 2:54
6. I'll Only Say it Once – 2:28 (testo: Stace McLaren)
7. Enforcer – 3:44
8. Violent Restitution – 2:33
9. Out of the Game – 2:47
10. Edge of the Razor – 3:15
11. Eve of the Storm – 3:20
12. Discipline – 3:55
13. Fed Up – 2:30
14. Soldier of Fortune – 2:59

### Tracce bonus Relapse
Live in Toronto, Canada - 1988
1. Shootout – 4:10
2. Snake Eyes – 2:40
3. The Marshall Arts / Hypertension – 6:02

## Formazione
- Stace "Sheepdog" McLaren - voce
- Dave Carlo - chitarra
- Adam Carlo - basso
- Rob Mills - batteria